# Аттар-Киттах
Аттар-Киттах — царь Элама, правил приблизительно в 1310 — 1300 годах до н. э. Сын Игехалки, младший брат и наследник Пахир-ишшана. 
Согласно надписи на стеле позднейшего царя Шутрук-Наххунте, Аттар-Киттаху, также как и его брату Пахир-ишшану досталась богатая добыча, однако, как утверждает эта надпись, он, в отличие от брата, хранил её уже не в Аяхитеке, а в Сузах, в храме бога Иншушинака. И действительно, французские археологи нашли в этом храме два боевых топора, пожертвованные Аттар-Киттахом. На одном из них он называет себя «царем Аншана и Суз». Со времен Эпарти и Шилхахи, то есть лишь через полтысячелетие после них, впервые снова появляется этот первоначальный эламский царский титул. С этого времени он фигурирует в актах почти всех правителей среднеэламского периода.
Также как и его брат Пахир-ишшан Аттар-Киттах упоминается в надписи более позднего царя Шилхак-Иншушинака I среди царей осуществлявших строительные работы в храме Иншушинака в Сузах. Сохранилось несколько других памятников с его именем, среди них два навершия булав, найденных в Чога-Занбиль.
| Игехалкиды                  |                                     |                           |
| Предшественник: Пахир-ишшан | царь Элама ок. 1310 — 1300 до н. э. | Преемник: Хумбан-нумена I |